# Novopokrovka, Bilokurakîne
Novopokrovka (în ucraineană Новопокровка) este un sat în comuna Hladkove din raionul Bilokurakîne, regiunea Luhansk, Ucraina.

## Demografie
Componența lingvistică a localității Novopokrovka
     Ucraineană (100%)
Conform recensământului din 2001, toată populația localității Novopokrovka era vorbitoare de ucraineană (100%).